# Cấu trúc Đảng Công nhân Đức Quốc gia Xã hội chủ nghĩa
Cấu trúc Đảng Quốc xã Đức (NSDAP) mang tính chất trung ương tập quyền và có hệ thống phân cấp chặt chẽ. Trong vai trò là đảng quần chúng và lãnh đạo, Đảng Công nhân Đức Quốc xã (Đảng Quốc xã Đức) đã thiết lập mình như là đảng chính trị hợp pháp duy nhất trong nhà nước Đức Quốc xã. Điều này dẫn đến việc tập trung quyền lực vào tay ban lãnh đạo của đảng, đặc biệt là Adolf Hitler.
Trong nỗ lực kiểm soát mọi lĩnh vực của đời sống xã hội, Đảng Quốc xã thường cạnh tranh với các cơ quan nhà nước hiện có. Hiện tượng này được gọi là chế độ đa quyền, trong đó các tổ chức và cơ quan khác nhau trong nhà nước cạnh tranh lẫn nhau về ảnh hưởng và quyền hạn. Đảng Quốc xã thường tiếp nhận các nhiệm vụ mà truyền thống thuộc về các cơ quan nhà nước, dẫn đến sự pha trộn và chồng chéo giữa các chức năng của đảng và nhà nước.

## Cấu trúc chính và áp dụng
Cấu trúc chính thức của Đảng Quốc xã Đức trong thực tế thường gặp nhiều vấn đề, đặc biệt là trong việc phân chia quyền hạn. Xung đột thường xuyên xảy ra giữa các cấp và các cơ quan trong đảng, chẳng hạn như giữa các Reichsleiter (Lãnh đạo Đế chế) và Gauleiter (Lãnh đạo Khu vực), cũng như giữa đảng và các cơ quan nhà nước.
Một vấn đề trung tâm là Đảng Quốc xã không chỉ cạnh tranh với các tổ chức nhà nước truyền thống mà còn thường xuyên đảm nhận các nhiệm vụ của họ. Các Gauleitung (Ban lãnh đạo Khu vực) có ảnh hưởng đáng kể đến các quyết định nhân sự trong các cơ quan công quyền bằng cách viết báo cáo đánh giá và thực hiện các công việc hành chính khác. Điều này dẫn đến tình trạng hỗn loạn về quyền hạn, do các nhiệm vụ và quyền hạn hành chính không được xác định rõ ràng.
Hitler cố ý thúc đẩy xung đột này để củng cố quyền lực của mình và để các trung tâm quyền lực khác nhau trong nhà nước Đức Quốc xã đấu đá lẫn nhau. Các Lãnh đạo Khu vực, tổ chức theo nguyên tắc lãnh đạo tuyệt đối của Hitler, cạnh tranh với các Reichsstatthalter (Thống đốc Đế chế) vốn thay thế các thủ hiến của các bang đã bị giải thể. Nhiều Lãnh đạo Khu vực cố gắng nắm giữ vị trí của các Thống đốc Đế chế, điều mà họ thường thành công, từ đó xây dựng các cơ sở quyền lực riêng của mình trong khu vực.
Sự cạnh tranh giữa đảng và nhà nước dẫn đến các khu vực trách nhiệm không rõ ràng và một cấu trúc quản lý không mạch lạc. Trong một khu vực Gau có thể có nhiều người và cơ quan cùng chịu trách nhiệm về một nhiệm vụ, chẳng hạn như tổ chức một buổi diễn thuyết pháp lý. Ở đây, cả Lãnh đạo Khu vực, Lãnh đạo Đế chế của Reichsrechtsamt (Ủy ban Pháp chế Đế chế) Hans Frank, Reichspropagandaleitung (Ban Tuyên truyền Đế chế) và Bộ Tuyên truyền và Giác ngộ Nhân dân Quốc gia đều có thể chịu trách nhiệm.
Reinhard Bollmus và Hans-Adolf Jacobsen nhận xét rằng chủ nghĩa quốc xã không thiết lập một nhà nước lãnh đạo thống nhất mà là một nhà nước đa quyền không có hệ thống phân cấp rõ ràng, trong đó các cá nhân, cơ quan và tổ chức liên tục cạnh tranh với nhau.
Bộ trưởng Bộ Nội vụ Wilhelm Frick đã kêu gọi một cuộc cải cách tổ chức cơ bản, nhưng điều này không bao giờ được thực hiện. Ông đề xuất phân chia rõ ràng quyền hạn theo các khu vực lãnh thổ để tránh các xung đột quyền hạn thường xuyên.
Một ví dụ về các vấn đề phát sinh từ cấu trúc này có thể thấy trong tiểu sử của Alfred Rosenberg, một trong những nhà tư tưởng hàng đầu của chủ nghĩa quốc xã, người nhiều lần vướng vào các xung đột về quyền hạn và phạm vi quyền lực.

## Cấu trúc lãnh đạo
Cấu trúc lãnh đạo của Đảng Quốc xã Đức được tổ chức rất trung ương tập quyền và xoay quanh Adolf Hitler như là người có thẩm quyền tối cao. Hitler mang danh hiệu Der Führer (Lãnh tụ) và được trao quyền lực tuyệt đối, cho phép ông có toàn quyền chỉ huy đảng và nhà nước. Tất cả các chức vụ khác trong đảng đều phải tuân theo chỉ thị của ông. Bộ máy lãnh đạo và tổ chức:
1. Lãnh tụ (Adolf Hitler):
- Đứng đầu Đảng Quốc xã là Adolf Hitler. Sau khi tiếp quản chức vụ Tổng thống Đế chế năm 1934, Kanzlei des Führers (Văn phòng Lãnh tụ) được thiết lập đặc biệt cho ông như là nguyên thủ quốc gia. Văn phòng này đóng vai trò quan trọng trong việc thực hiện và điều phối các chỉ thị và quyết định chính trị của Hitler.[1]

2. Phó lãnh tụ:
- Vị trí này do Rudolf Hess đảm nhiệm từ ngày 21 tháng 4 năm 1933 đến ngày 10 tháng 5 năm 1941. Sau khi Hess rời đi, Martin Bormann đảm nhận chức vụ này. Phó lãnh tụ đứng đầu Stab des Stellvertreters des Führers (Văn phòng Phó lãnh tụ, sau này là Parteikanzlei - Văn phòng đảng), chịu trách nhiệm kiểm tra tất cả các luật, quy định và bổ nhiệm công chức để đảm bảo phù hợp với ý thức hệ quốc xã.
- Văn phòng của Phó lãnh tụ phục vụ như là cầu nối giữa đảng và nhà nước, thông qua một "Verbindungsstab" (ban liên lạc) để đảm bảo sự kết nối với nhà nước.

3. Reichsleiter và các Reichsämter:
- Dưới Phó lãnh tụ có 18 Reichsleiter (Lãnh đạo Đế chế), những người đứng đầu các Reichsämter (Cơ quan Đế chế) gồm các Reichsamt (Ủy ban Đế chế) và Reichsstelle (Văn phòng Đế chế). Các vị trí này bao gồm nhiều lĩnh vực nhiệm vụ khác nhau và rất quan trọng cho việc thực hiện chính sách và ý thức hệ quốc xã trong đảng và nhà nước.
- Chức vụ Phó lãnh tụ thực tế là chức vụ cao thứ hai trong NSDAP, thể hiện tầm quan trọng và ảnh hưởng của nó đến các cấu trúc và quyết định của đảng.

Hệ thống phân cấp nghiêm ngặt và sự tập trung quyền lực vào tay một số ít người cho phép kiểm soát hiệu quả và thực hiện ý thức hệ và chính sách quốc xã. Tuy nhiên, cấu trúc này cũng dẫn đến những cuộc đấu tranh quyền lực nội bộ và tình trạng cạnh tranh, đặc trưng bởi bản chất đa quyền của nhà nước Đức Quốc xã.

## Reichsleiter
Các Lãnh đạo Đế chế của Đảng tạo thành tầng lớp lãnh đạo cao nhất trong đảng và giữ cấp bậc cao nhất trong đảng. 18 Lãnh đạo Đế chế Đảng này trực thuộc Adolf Hitler hoặc Phó lãnh tụ và thực hiện các nhiệm vụ trong toàn bộ lãnh thổ Đức theo lệnh của họ. Họ tạo thành Reichsleitung (Ban Lãnh đạo Đế chế) của NSDAP, ban đầu được đặt tại Braunes Haus ở München. Ban Tham mưu của Phó lãnh tụ đóng vai trò như là một chi nhánh tại Berlin của Ban Lãnh đạo Đế chế.
Nhiệm vụ và chức năng của Ban Lãnh đạo Đế chế:
1. Xác định mục tiêu chính trị và giám sát:
- Ban Lãnh đạo Đế chế chịu trách nhiệm xác định và giám sát các chính sách và mục tiêu chính trị của nhân dân Đức. Điều này bao gồm việc lập kế hoạch và thực hiện ý thức hệ và chiến lược chính trị của chủ nghĩa quốc xã ở cấp độ toàn quốc.

2. Chọn lọc lãnh đạo và tổ chức:
- Một nhiệm vụ trọng tâm khác của Ban Lãnh đạo Đế chế là đảm bảo việc chọn lọc lãnh đạo trong Đảng Quốc xã và nhà nước. Điều này có nghĩa là họ chịu trách nhiệm chọn lọc và đào tạo đội ngũ lãnh đạo của đảng.
- Ban Lãnh đạo Đế chế cũng giám sát việc tổ chức đảng và các cơ quan của đảng để đảm bảo quản lý hiệu quả và thực hiện chính sách của đảng.

3. Reichsorganisationsleiter:
- Reichsorganisationsleiter (Lãnh đạo Đế chế phụ trách tổ chức chính trị) của NSDAP đóng vai trò đặc biệt quan trọng. Chịu trách nhiệm xử lý tất cả các vấn đề tổ chức và quản lý tất cả các tổ chức liên kết với đảng.
- Nhiệm vụ bao gồm việc chọn lọc và đào tạo nhân sự lãnh đạo của Đảng Quốc xã. Dưới quyền là Hauptorganisationsamt (Cục Tổ chức), Hauptschulungsamt (Cục đào tạo), và Hauptpersonalamt (Cục nhân sự).

Một số Lãnh đạo Đế chế cũng có ghế trong nội các Hitler, làm tăng thêm ảnh hưởng của họ cả trong đảng và trong khu vực nhà nước. Với vị trí trung tâm và quyền hạn rộng lớn, các Lãnh đạo Đế chế đóng vai trò quyết định trong việc thực hiện và củng cố chính sách và ý thức hệ quốc xã trên toàn lãnh thổ Đức.
Ban Lãnh đạo Đế chế Đảng Quốc xã Đức do đó không chỉ là một cơ quan quản lý mà còn là một cơ quan quyền lực trung tâm, góp phần đáng kể vào việc củng cố và thực hiện quyền lực của chế độ quốc xã. Nhiệm vụ và chức năng của họ phản ánh cấu trúc toàn trị và phân cấp của đảng, nhắm đến việc kiểm soát và điều hành tuyệt đối mọi lĩnh vực xã hội và chính trị.
|                                                                                           |                                                                                           |                                                                                           |                                                                                           |                                                                                           |                                                                                           |                                                                                  |                                                                                  |                                                                                          |                                                                                          |                                                                                          |                                                                                          |                                                                                          |                                                                                          |  |  | Ban Lãnh đạo Đế chế                                              |                                                                  |                                                                  |                                                                  |                                                                                             |                                                                                             |                                                                                             |                                                                                             |                                                                                             |                                                                                             |  |  |  |  |                                 |                                 |                                 |                                 | | | | | | |  |  |  |  |  |  |  |  |  |  |  |  |  |  |  |  |  |  |
|                                                                                           |                                                                                           |                                                                                           |                                                                                           |                                                                                           |                                                                                           |                                                                                  |                                                                                  |                                                                                          |                                                                                          |                                                                                          |                                                                                          |                                                                                          |                                                                                          |  |  |                                                                  |                                                                  |                                                                  |                                                                  |                                                                                             |                                                                                             |                                                                                             |                                                                                             |                                                                                             |                                                                                             |  |  |  |  |                                 |                                 |                                 |                                 | | | | | | |  |  |  |  |  |  |  |  |  |  |  |  |  |  |  |  |  |  |
|                                                                                           |                                                                                           |                                                                                           |                                                                                           |                                                                                           |                                                                                           |                                                                                  |                                                                                  |                                                                                          |                                                                                          |                                                                                          |                                                                                          |                                                                                          |                                                                                          |  |  |                                                                  |                                                                  |                                                                  |                                                                  |                                                                                             |                                                                                             |                                                                                             |                                                                                             |                                                                                             |                                                                                             |  |  |  |  |                                 |                                 |                                 |                                 | | | | | | |  |  |  |  |  |  |  |  |  |  |  |  |  |  |  |  |  |  |
|                                                                                           |                                                                                           |                                                                                           |                                                                                           | Không có quyền lực đối với các hiệp hội, tổ chức, hoặc bộ phận liên kết với đảng          | Không có quyền lực đối với các hiệp hội, tổ chức, hoặc bộ phận liên kết với đảng          | Không có quyền lực đối với các hiệp hội, tổ chức, hoặc bộ phận liên kết với đảng | Không có quyền lực đối với các hiệp hội, tổ chức, hoặc bộ phận liên kết với đảng | Không có quyền lực đối với các hiệp hội, tổ chức, hoặc bộ phận liên kết với đảng         | Không có quyền lực đối với các hiệp hội, tổ chức, hoặc bộ phận liên kết với đảng         |                                                                                          |                                                                                          |                                                                                          |                                                                                          |  |  | Có quyền lực đối với các hiệp hội hoặc tổ chức liên kết với đảng | Có quyền lực đối với các hiệp hội hoặc tổ chức liên kết với đảng | Có quyền lực đối với các hiệp hội hoặc tổ chức liên kết với đảng | Có quyền lực đối với các hiệp hội hoặc tổ chức liên kết với đảng | Có quyền lực đối với các hiệp hội hoặc tổ chức liên kết với đảng                            | Có quyền lực đối với các hiệp hội hoặc tổ chức liên kết với đảng                            |                                                                                             |                                                                                             |                                                                                             |                                                                                             |  |  |  |  | Có quyền lực đối với ba bộ phận | Có quyền lực đối với ba bộ phận | Có quyền lực đối với ba bộ phận | Có quyền lực đối với ba bộ phận | Có quyền lực đối với ba bộ phận                                                                           | Có quyền lực đối với ba bộ phận                                                                           | | | | |  |  |  |  |  |  |  |  |  |  |  |  |  |  |  |  |  |  |
|                                                                                           |                                                                                           |                                                                                           |                                                                                           | Không có quyền lực đối với các hiệp hội, tổ chức, hoặc bộ phận liên kết với đảng          | Không có quyền lực đối với các hiệp hội, tổ chức, hoặc bộ phận liên kết với đảng          | Không có quyền lực đối với các hiệp hội, tổ chức, hoặc bộ phận liên kết với đảng | Không có quyền lực đối với các hiệp hội, tổ chức, hoặc bộ phận liên kết với đảng | Không có quyền lực đối với các hiệp hội, tổ chức, hoặc bộ phận liên kết với đảng         | Không có quyền lực đối với các hiệp hội, tổ chức, hoặc bộ phận liên kết với đảng         |                                                                                          |                                                                                          |                                                                                          |                                                                                          |  |  | Có quyền lực đối với các hiệp hội hoặc tổ chức liên kết với đảng | Có quyền lực đối với các hiệp hội hoặc tổ chức liên kết với đảng | Có quyền lực đối với các hiệp hội hoặc tổ chức liên kết với đảng | Có quyền lực đối với các hiệp hội hoặc tổ chức liên kết với đảng | Có quyền lực đối với các hiệp hội hoặc tổ chức liên kết với đảng                            | Có quyền lực đối với các hiệp hội hoặc tổ chức liên kết với đảng                            |                                                                                             |                                                                                             |                                                                                             |                                                                                             |  |  |  |  | Có quyền lực đối với ba bộ phận | Có quyền lực đối với ba bộ phận | Có quyền lực đối với ba bộ phận | Có quyền lực đối với ba bộ phận | Có quyền lực đối với ba bộ phận                                                                           | Có quyền lực đối với ba bộ phận                                                                           | | | | |  |  |  |  |  |  |  |  |  |  |  |  |  |  |  |  |  |  |
| Thủ quỹ Đế chế của Đảng (Franz Xaver Schwarz)                                             | Thủ quỹ Đế chế của Đảng (Franz Xaver Schwarz)                                             | Thủ quỹ Đế chế của Đảng (Franz Xaver Schwarz)                                             | Thủ quỹ Đế chế của Đảng (Franz Xaver Schwarz)                                             | Thủ quỹ Đế chế của Đảng (Franz Xaver Schwarz)                                             | Thủ quỹ Đế chế của Đảng (Franz Xaver Schwarz)                                             |                                                                                  |                                                                                  | Chánh Văn phòng Lãnh Tụ (Philipp Bouhler)                                                | Chánh Văn phòng Lãnh Tụ (Philipp Bouhler)                                                | Chánh Văn phòng Lãnh Tụ (Philipp Bouhler)                                                | Chánh Văn phòng Lãnh Tụ (Philipp Bouhler)                                                | Chánh Văn phòng Lãnh Tụ (Philipp Bouhler)                                                | Chánh Văn phòng Lãnh Tụ (Philipp Bouhler)                                                |  |  |                                                                  |                                                                  |                                                                  |                                                                  | Trưởng ban Ngoại vụ của Đảng (Alfred Rosenberg)                                             | Trưởng ban Ngoại vụ của Đảng (Alfred Rosenberg)                                             | Trưởng ban Ngoại vụ của Đảng (Alfred Rosenberg)                                             | Trưởng ban Ngoại vụ của Đảng (Alfred Rosenberg)                                             | Trưởng ban Ngoại vụ của Đảng (Alfred Rosenberg)                                             | Trưởng ban Ngoại vụ của Đảng (Alfred Rosenberg)                                             |  |  |  |  |                                 |                                 |                                 |                                 | Thống chế SS (Heinrich Himmler)                                                                           | Thống chế SS (Heinrich Himmler)                                                                           | Thống chế SS (Heinrich Himmler)                                                                           | Thống chế SS (Heinrich Himmler)                                                                           | Thống chế SS (Heinrich Himmler)                                                                           | Thống chế SS (Heinrich Himmler)                                                                           |  |  |  |  |  |  |  |  |  |  |  |  |  |  |  |  |  |  |
| Thủ quỹ Đế chế của Đảng (Franz Xaver Schwarz)                                             | Thủ quỹ Đế chế của Đảng (Franz Xaver Schwarz)                                             | Thủ quỹ Đế chế của Đảng (Franz Xaver Schwarz)                                             | Thủ quỹ Đế chế của Đảng (Franz Xaver Schwarz)                                             | Thủ quỹ Đế chế của Đảng (Franz Xaver Schwarz)                                             | Thủ quỹ Đế chế của Đảng (Franz Xaver Schwarz)                                             |                                                                                  |                                                                                  | Chánh Văn phòng Lãnh Tụ (Philipp Bouhler)                                                | Chánh Văn phòng Lãnh Tụ (Philipp Bouhler)                                                | Chánh Văn phòng Lãnh Tụ (Philipp Bouhler)                                                | Chánh Văn phòng Lãnh Tụ (Philipp Bouhler)                                                | Chánh Văn phòng Lãnh Tụ (Philipp Bouhler)                                                | Chánh Văn phòng Lãnh Tụ (Philipp Bouhler)                                                |  |  |                                                                  |                                                                  |                                                                  |                                                                  | Trưởng ban Ngoại vụ của Đảng (Alfred Rosenberg)                                             | Trưởng ban Ngoại vụ của Đảng (Alfred Rosenberg)                                             | Trưởng ban Ngoại vụ của Đảng (Alfred Rosenberg)                                             | Trưởng ban Ngoại vụ của Đảng (Alfred Rosenberg)                                             | Trưởng ban Ngoại vụ của Đảng (Alfred Rosenberg)                                             | Trưởng ban Ngoại vụ của Đảng (Alfred Rosenberg)                                             |  |  |  |  |                                 |                                 |                                 |                                 | Thống chế SS (Heinrich Himmler)                                                                           | Thống chế SS (Heinrich Himmler)                                                                           | Thống chế SS (Heinrich Himmler)                                                                           | Thống chế SS (Heinrich Himmler)                                                                           | Thống chế SS (Heinrich Himmler)                                                                           | Thống chế SS (Heinrich Himmler)                                                                           |  |  |  |  |  |  |  |  |  |  |  |  |  |  |  |  |  |  |
|                                                                                           |                                                                                           |                                                                                           |                                                                                           |                                                                                           |                                                                                           |                                                                                  |                                                                                  |                                                                                          |                                                                                          |                                                                                          |                                                                                          |                                                                                          |                                                                                          |  |  |                                                                  |                                                                  |                                                                  |                                                                  |                                                                                             |                                                                                             |                                                                                             |                                                                                             |                                                                                             |                                                                                             |  |  |  |  |                                 |                                 |                                 |                                 | | | | | | |  |  |  |  |  |  |  |  |  |  |  |  |  |  |  |  |  |  |
| Chánh Văn phòng Phó Lãnh tụ (Martin Bormann)                                              | Chánh Văn phòng Phó Lãnh tụ (Martin Bormann)                                              | Chánh Văn phòng Phó Lãnh tụ (Martin Bormann)                                              | Chánh Văn phòng Phó Lãnh tụ (Martin Bormann)                                              | Chánh Văn phòng Phó Lãnh tụ (Martin Bormann)                                              | Chánh Văn phòng Phó Lãnh tụ (Martin Bormann)                                              |                                                                                  |                                                                                  | Chủ tịch Tài phán Tối cao của Đảng (Walter Buch)                                         | Chủ tịch Tài phán Tối cao của Đảng (Walter Buch)                                         | Chủ tịch Tài phán Tối cao của Đảng (Walter Buch)                                         | Chủ tịch Tài phán Tối cao của Đảng (Walter Buch)                                         | Chủ tịch Tài phán Tối cao của Đảng (Walter Buch)                                         | Chủ tịch Tài phán Tối cao của Đảng (Walter Buch)                                         |  |  |                                                                  |                                                                  |                                                                  |                                                                  | Chủ tịch Ủy ban Pháp chế Đế chế (Hans Frank)                                                | Chủ tịch Ủy ban Pháp chế Đế chế (Hans Frank)                                                | Chủ tịch Ủy ban Pháp chế Đế chế (Hans Frank)                                                | Chủ tịch Ủy ban Pháp chế Đế chế (Hans Frank)                                                | Chủ tịch Ủy ban Pháp chế Đế chế (Hans Frank)                                                | Chủ tịch Ủy ban Pháp chế Đế chế (Hans Frank)                                                |  |  |  |  |                                 |                                 |                                 |                                 | Lãnh đạo Thanh niên Đế chế (Cho đến năm 1940 Baldur von Schirach; sau đó Artur Axmann)                    | Lãnh đạo Thanh niên Đế chế (Cho đến năm 1940 Baldur von Schirach; sau đó Artur Axmann)                    | Lãnh đạo Thanh niên Đế chế (Cho đến năm 1940 Baldur von Schirach; sau đó Artur Axmann)                    | Lãnh đạo Thanh niên Đế chế (Cho đến năm 1940 Baldur von Schirach; sau đó Artur Axmann)                    | Lãnh đạo Thanh niên Đế chế (Cho đến năm 1940 Baldur von Schirach; sau đó Artur Axmann)                    | Lãnh đạo Thanh niên Đế chế (Cho đến năm 1940 Baldur von Schirach; sau đó Artur Axmann)                    |  |  |  |  |  |  |  |  |  |  |  |  |  |  |  |  |  |  |
| Chánh Văn phòng Phó Lãnh tụ (Martin Bormann)                                              | Chánh Văn phòng Phó Lãnh tụ (Martin Bormann)                                              | Chánh Văn phòng Phó Lãnh tụ (Martin Bormann)                                              | Chánh Văn phòng Phó Lãnh tụ (Martin Bormann)                                              | Chánh Văn phòng Phó Lãnh tụ (Martin Bormann)                                              | Chánh Văn phòng Phó Lãnh tụ (Martin Bormann)                                              |                                                                                  |                                                                                  | Chủ tịch Tài phán Tối cao của Đảng (Walter Buch)                                         | Chủ tịch Tài phán Tối cao của Đảng (Walter Buch)                                         | Chủ tịch Tài phán Tối cao của Đảng (Walter Buch)                                         | Chủ tịch Tài phán Tối cao của Đảng (Walter Buch)                                         | Chủ tịch Tài phán Tối cao của Đảng (Walter Buch)                                         | Chủ tịch Tài phán Tối cao của Đảng (Walter Buch)                                         |  |  |                                                                  |                                                                  |                                                                  |                                                                  | Chủ tịch Ủy ban Pháp chế Đế chế (Hans Frank)                                                | Chủ tịch Ủy ban Pháp chế Đế chế (Hans Frank)                                                | Chủ tịch Ủy ban Pháp chế Đế chế (Hans Frank)                                                | Chủ tịch Ủy ban Pháp chế Đế chế (Hans Frank)                                                | Chủ tịch Ủy ban Pháp chế Đế chế (Hans Frank)                                                | Chủ tịch Ủy ban Pháp chế Đế chế (Hans Frank)                                                |  |  |  |  |                                 |                                 |                                 |                                 | Lãnh đạo Thanh niên Đế chế (Cho đến năm 1940 Baldur von Schirach; sau đó Artur Axmann)                    | Lãnh đạo Thanh niên Đế chế (Cho đến năm 1940 Baldur von Schirach; sau đó Artur Axmann)                    | Lãnh đạo Thanh niên Đế chế (Cho đến năm 1940 Baldur von Schirach; sau đó Artur Axmann)                    | Lãnh đạo Thanh niên Đế chế (Cho đến năm 1940 Baldur von Schirach; sau đó Artur Axmann)                    | Lãnh đạo Thanh niên Đế chế (Cho đến năm 1940 Baldur von Schirach; sau đó Artur Axmann)                    | Lãnh đạo Thanh niên Đế chế (Cho đến năm 1940 Baldur von Schirach; sau đó Artur Axmann)                    |  |  |  |  |  |  |  |  |  |  |  |  |  |  |  |  |  |  |
|                                                                                           |                                                                                           |                                                                                           |                                                                                           |                                                                                           |                                                                                           |                                                                                  |                                                                                  |                                                                                          |                                                                                          |                                                                                          |                                                                                          |                                                                                          |                                                                                          |  |  |                                                                  |                                                                  |                                                                  |                                                                  |                                                                                             |                                                                                             |                                                                                             |                                                                                             |                                                                                             |                                                                                             |  |  |  |  |                                 |                                 |                                 |                                 | | | | | | |  |  |  |  |  |  |  |  |  |  |  |  |  |  |  |  |  |  |
| Trưởng ban Tuyên truyền Đế chế (Cho đến năm 1929 Gregor Strasser; sau đó Joseph Goebbels) | Trưởng ban Tuyên truyền Đế chế (Cho đến năm 1929 Gregor Strasser; sau đó Joseph Goebbels) | Trưởng ban Tuyên truyền Đế chế (Cho đến năm 1929 Gregor Strasser; sau đó Joseph Goebbels) | Trưởng ban Tuyên truyền Đế chế (Cho đến năm 1929 Gregor Strasser; sau đó Joseph Goebbels) | Trưởng ban Tuyên truyền Đế chế (Cho đến năm 1929 Gregor Strasser; sau đó Joseph Goebbels) | Trưởng ban Tuyên truyền Đế chế (Cho đến năm 1929 Gregor Strasser; sau đó Joseph Goebbels) |                                                                                  |                                                                                  | Phó Chủ tịch Tài phán Tối cao của Đảng (Wilhelm Grimm)                                   | Phó Chủ tịch Tài phán Tối cao của Đảng (Wilhelm Grimm)                                   | Phó Chủ tịch Tài phán Tối cao của Đảng (Wilhelm Grimm)                                   | Phó Chủ tịch Tài phán Tối cao của Đảng (Wilhelm Grimm)                                   | Phó Chủ tịch Tài phán Tối cao của Đảng (Wilhelm Grimm)                                   | Phó Chủ tịch Tài phán Tối cao của Đảng (Wilhelm Grimm)                                   |  |  |                                                                  |                                                                  |                                                                  |                                                                  | Trưởng ban Tổ chức Chính trị của Đảng (Cho đến năm 1932 Gregor Strasser; sau đó Robert Ley) | Trưởng ban Tổ chức Chính trị của Đảng (Cho đến năm 1932 Gregor Strasser; sau đó Robert Ley) | Trưởng ban Tổ chức Chính trị của Đảng (Cho đến năm 1932 Gregor Strasser; sau đó Robert Ley) | Trưởng ban Tổ chức Chính trị của Đảng (Cho đến năm 1932 Gregor Strasser; sau đó Robert Ley) | Trưởng ban Tổ chức Chính trị của Đảng (Cho đến năm 1932 Gregor Strasser; sau đó Robert Ley) | Trưởng ban Tổ chức Chính trị của Đảng (Cho đến năm 1932 Gregor Strasser; sau đó Robert Ley) |  |  |  |  |                                 |                                 |                                 |                                 | Tham mưu trưởng SA (Cho đến năm 1934 Ernst Röhm, cho đến năm 1943 Viktor Lutze, sau đó Wilhelm Schepmann) | Tham mưu trưởng SA (Cho đến năm 1934 Ernst Röhm, cho đến năm 1943 Viktor Lutze, sau đó Wilhelm Schepmann) | Tham mưu trưởng SA (Cho đến năm 1934 Ernst Röhm, cho đến năm 1943 Viktor Lutze, sau đó Wilhelm Schepmann) | Tham mưu trưởng SA (Cho đến năm 1934 Ernst Röhm, cho đến năm 1943 Viktor Lutze, sau đó Wilhelm Schepmann) | Tham mưu trưởng SA (Cho đến năm 1934 Ernst Röhm, cho đến năm 1943 Viktor Lutze, sau đó Wilhelm Schepmann) | Tham mưu trưởng SA (Cho đến năm 1934 Ernst Röhm, cho đến năm 1943 Viktor Lutze, sau đó Wilhelm Schepmann) |  |  |  |  |  |  |  |  |  |  |  |  |  |  |  |  |  |  |
| Trưởng ban Tuyên truyền Đế chế (Cho đến năm 1929 Gregor Strasser; sau đó Joseph Goebbels) | Trưởng ban Tuyên truyền Đế chế (Cho đến năm 1929 Gregor Strasser; sau đó Joseph Goebbels) | Trưởng ban Tuyên truyền Đế chế (Cho đến năm 1929 Gregor Strasser; sau đó Joseph Goebbels) | Trưởng ban Tuyên truyền Đế chế (Cho đến năm 1929 Gregor Strasser; sau đó Joseph Goebbels) | Trưởng ban Tuyên truyền Đế chế (Cho đến năm 1929 Gregor Strasser; sau đó Joseph Goebbels) | Trưởng ban Tuyên truyền Đế chế (Cho đến năm 1929 Gregor Strasser; sau đó Joseph Goebbels) |                                                                                  |                                                                                  | Phó Chủ tịch Tài phán Tối cao của Đảng (Wilhelm Grimm)                                   | Phó Chủ tịch Tài phán Tối cao của Đảng (Wilhelm Grimm)                                   | Phó Chủ tịch Tài phán Tối cao của Đảng (Wilhelm Grimm)                                   | Phó Chủ tịch Tài phán Tối cao của Đảng (Wilhelm Grimm)                                   | Phó Chủ tịch Tài phán Tối cao của Đảng (Wilhelm Grimm)                                   | Phó Chủ tịch Tài phán Tối cao của Đảng (Wilhelm Grimm)                                   |  |  |                                                                  |                                                                  |                                                                  |                                                                  | Trưởng ban Tổ chức Chính trị của Đảng (Cho đến năm 1932 Gregor Strasser; sau đó Robert Ley) | Trưởng ban Tổ chức Chính trị của Đảng (Cho đến năm 1932 Gregor Strasser; sau đó Robert Ley) | Trưởng ban Tổ chức Chính trị của Đảng (Cho đến năm 1932 Gregor Strasser; sau đó Robert Ley) | Trưởng ban Tổ chức Chính trị của Đảng (Cho đến năm 1932 Gregor Strasser; sau đó Robert Ley) | Trưởng ban Tổ chức Chính trị của Đảng (Cho đến năm 1932 Gregor Strasser; sau đó Robert Ley) | Trưởng ban Tổ chức Chính trị của Đảng (Cho đến năm 1932 Gregor Strasser; sau đó Robert Ley) |  |  |  |  |                                 |                                 |                                 |                                 | Tham mưu trưởng SA (Cho đến năm 1934 Ernst Röhm, cho đến năm 1943 Viktor Lutze, sau đó Wilhelm Schepmann) | Tham mưu trưởng SA (Cho đến năm 1934 Ernst Röhm, cho đến năm 1943 Viktor Lutze, sau đó Wilhelm Schepmann) | Tham mưu trưởng SA (Cho đến năm 1934 Ernst Röhm, cho đến năm 1943 Viktor Lutze, sau đó Wilhelm Schepmann) | Tham mưu trưởng SA (Cho đến năm 1934 Ernst Röhm, cho đến năm 1943 Viktor Lutze, sau đó Wilhelm Schepmann) | Tham mưu trưởng SA (Cho đến năm 1934 Ernst Röhm, cho đến năm 1943 Viktor Lutze, sau đó Wilhelm Schepmann) | Tham mưu trưởng SA (Cho đến năm 1934 Ernst Röhm, cho đến năm 1943 Viktor Lutze, sau đó Wilhelm Schepmann) |  |  |  |  |  |  |  |  |  |  |  |  |  |  |  |  |  |  |
|                                                                                           |                                                                                           |                                                                                           |                                                                                           |                                                                                           |                                                                                           |                                                                                  |                                                                                  |                                                                                          |                                                                                          |                                                                                          |                                                                                          |                                                                                          |                                                                                          |  |  |                                                                  |                                                                  |                                                                  |                                                                  |                                                                                             |                                                                                             |                                                                                             |                                                                                             |                                                                                             |                                                                                             |  |  |  |  |                                 |                                 |                                 |                                 | | | | | | |  |  |  |  |  |  |  |  |  |  |  |  |  |  |  |  |  |  |
| Trưởng ban Báo chí Đảng Đế chế (Max Amann)                                                | Trưởng ban Báo chí Đảng Đế chế (Max Amann)                                                | Trưởng ban Báo chí Đảng Đế chế (Max Amann)                                                | Trưởng ban Báo chí Đảng Đế chế (Max Amann)                                                | Trưởng ban Báo chí Đảng Đế chế (Max Amann)                                                | Trưởng ban Báo chí Đảng Đế chế (Max Amann)                                                |                                                                                  |                                                                                  | Trưởng ban Báo chí Đế chế (Otto Dietrich)                                                | Trưởng ban Báo chí Đế chế (Otto Dietrich)                                                | Trưởng ban Báo chí Đế chế (Otto Dietrich)                                                | Trưởng ban Báo chí Đế chế (Otto Dietrich)                                                | Trưởng ban Báo chí Đế chế (Otto Dietrich)                                                | Trưởng ban Báo chí Đế chế (Otto Dietrich)                                                |  |  |                                                                  |                                                                  |                                                                  |                                                                  |                                                                                             |                                                                                             |                                                                                             |                                                                                             |                                                                                             |                                                                                             |  |  |  |  |                                 |                                 |                                 |                                 | | | | | | |  |  |  |  |  |  |  |  |  |  |  |  |  |  |  |  |  |  |
| Trưởng ban Báo chí Đảng Đế chế (Max Amann)                                                | Trưởng ban Báo chí Đảng Đế chế (Max Amann)                                                | Trưởng ban Báo chí Đảng Đế chế (Max Amann)                                                | Trưởng ban Báo chí Đảng Đế chế (Max Amann)                                                | Trưởng ban Báo chí Đảng Đế chế (Max Amann)                                                | Trưởng ban Báo chí Đảng Đế chế (Max Amann)                                                |                                                                                  |                                                                                  | Trưởng ban Báo chí Đế chế (Otto Dietrich)                                                | Trưởng ban Báo chí Đế chế (Otto Dietrich)                                                | Trưởng ban Báo chí Đế chế (Otto Dietrich)                                                | Trưởng ban Báo chí Đế chế (Otto Dietrich)                                                | Trưởng ban Báo chí Đế chế (Otto Dietrich)                                                | Trưởng ban Báo chí Đế chế (Otto Dietrich)                                                |  |  |                                                                  |                                                                  |                                                                  |                                                                  |                                                                                             |                                                                                             |                                                                                             |                                                                                             |                                                                                             |                                                                                             |  |  |  |  |                                 |                                 |                                 |                                 | | | | | | |  |  |  |  |  |  |  |  |  |  |  |  |  |  |  |  |  |  |
|                                                                                           |                                                                                           |                                                                                           |                                                                                           |                                                                                           |                                                                                           |                                                                                  |                                                                                  |                                                                                          |                                                                                          |                                                                                          |                                                                                          |                                                                                          |                                                                                          |  |  |                                                                  |                                                                  |                                                                  |                                                                  |                                                                                             |                                                                                             |                                                                                             |                                                                                             |                                                                                             |                                                                                             |  |  |  |  |                                 |                                 |                                 |                                 | | | | | | |  |  |  |  |  |  |  |  |  |  |  |  |  |  |  |  |  |  |
| Trưởng ban Chính trị Quân đội (Franz von Epp)                                             | Trưởng ban Chính trị Quân đội (Franz von Epp)                                             | Trưởng ban Chính trị Quân đội (Franz von Epp)                                             | Trưởng ban Chính trị Quân đội (Franz von Epp)                                             | Trưởng ban Chính trị Quân đội (Franz von Epp)                                             | Trưởng ban Chính trị Quân đội (Franz von Epp)                                             |                                                                                  |                                                                                  | Trưởng ban Chính sách Nông nghiệp (bis 1943 Richard Walther Darré; danach Herbert Backe) | Trưởng ban Chính sách Nông nghiệp (bis 1943 Richard Walther Darré; danach Herbert Backe) | Trưởng ban Chính sách Nông nghiệp (bis 1943 Richard Walther Darré; danach Herbert Backe) | Trưởng ban Chính sách Nông nghiệp (bis 1943 Richard Walther Darré; danach Herbert Backe) | Trưởng ban Chính sách Nông nghiệp (bis 1943 Richard Walther Darré; danach Herbert Backe) | Trưởng ban Chính sách Nông nghiệp (bis 1943 Richard Walther Darré; danach Herbert Backe) |  |  |                                                                  |                                                                  |                                                                  |                                                                  |                                                                                             |                                                                                             |                                                                                             |                                                                                             |                                                                                             |                                                                                             |  |  |  |  |                                 |                                 |                                 |                                 | | | | | | |  |  |  |  |  |  |  |  |  |  |  |  |  |  |  |  |  |  |
| Trưởng ban Chính trị Quân đội (Franz von Epp)                                             | Trưởng ban Chính trị Quân đội (Franz von Epp)                                             | Trưởng ban Chính trị Quân đội (Franz von Epp)                                             | Trưởng ban Chính trị Quân đội (Franz von Epp)                                             | Trưởng ban Chính trị Quân đội (Franz von Epp)                                             | Trưởng ban Chính trị Quân đội (Franz von Epp)                                             |                                                                                  |                                                                                  | Trưởng ban Chính sách Nông nghiệp (bis 1943 Richard Walther Darré; danach Herbert Backe) | Trưởng ban Chính sách Nông nghiệp (bis 1943 Richard Walther Darré; danach Herbert Backe) | Trưởng ban Chính sách Nông nghiệp (bis 1943 Richard Walther Darré; danach Herbert Backe) | Trưởng ban Chính sách Nông nghiệp (bis 1943 Richard Walther Darré; danach Herbert Backe) | Trưởng ban Chính sách Nông nghiệp (bis 1943 Richard Walther Darré; danach Herbert Backe) | Trưởng ban Chính sách Nông nghiệp (bis 1943 Richard Walther Darré; danach Herbert Backe) |  |  |                                                                  |                                                                  |                                                                  |                                                                  |                                                                                             |                                                                                             |                                                                                             |                                                                                             |                                                                                             |                                                                                             |  |  |  |  |                                 |                                 |                                 |                                 | | | | | | |  |  |  |  |  |  |  |  |  |  |  |  |  |  |  |  |  |  |
|                                                                                           |                                                                                           |                                                                                           |                                                                                           |                                                                                           |                                                                                           |                                                                                  |                                                                                  |                                                                                          |                                                                                          |                                                                                          |                                                                                          |                                                                                          |                                                                                          |  |  |                                                                  |                                                                  |                                                                  |                                                                  |                                                                                             |                                                                                             |                                                                                             |                                                                                             |                                                                                             |                                                                                             |  |  |  |  |                                 |                                 |                                 |                                 | | | | | | |  |  |  |  |  |  |  |  |  |  |  |  |  |  |  |  |  |  |
| Lãnh đạo Khối nghị sĩ Đế chế (Wilhelm Frick)                                              | Lãnh đạo Khối nghị sĩ Đế chế (Wilhelm Frick)                                              | Lãnh đạo Khối nghị sĩ Đế chế (Wilhelm Frick)                                              | Lãnh đạo Khối nghị sĩ Đế chế (Wilhelm Frick)                                              | Lãnh đạo Khối nghị sĩ Đế chế (Wilhelm Frick)                                              | Lãnh đạo Khối nghị sĩ Đế chế (Wilhelm Frick)                                              |                                                                                  |                                                                                  | Thư ký Đảng (Karl Fiehler)                                                               | Thư ký Đảng (Karl Fiehler)                                                               | Thư ký Đảng (Karl Fiehler)                                                               | Thư ký Đảng (Karl Fiehler)                                                               | Thư ký Đảng (Karl Fiehler)                                                               | Thư ký Đảng (Karl Fiehler)                                                               |  |  |                                                                  |                                                                  |                                                                  |                                                                  |                                                                                             |                                                                                             |                                                                                             |                                                                                             |                                                                                             |                                                                                             |  |  |  |  |                                 |                                 |                                 |                                 | | | | | | |  |  |  |  |  |  |  |  |  |  |  |  |  |  |  |  |  |  |
| Lãnh đạo Khối nghị sĩ Đế chế (Wilhelm Frick)                                              | Lãnh đạo Khối nghị sĩ Đế chế (Wilhelm Frick)                                              | Lãnh đạo Khối nghị sĩ Đế chế (Wilhelm Frick)                                              | Lãnh đạo Khối nghị sĩ Đế chế (Wilhelm Frick)                                              | Lãnh đạo Khối nghị sĩ Đế chế (Wilhelm Frick)                                              | Lãnh đạo Khối nghị sĩ Đế chế (Wilhelm Frick)                                              |                                                                                  |                                                                                  | Thư ký Đảng (Karl Fiehler)                                                               | Thư ký Đảng (Karl Fiehler)                                                               | Thư ký Đảng (Karl Fiehler)                                                               | Thư ký Đảng (Karl Fiehler)                                                               | Thư ký Đảng (Karl Fiehler)                                                               | Thư ký Đảng (Karl Fiehler)                                                               |  |  |                                                                  |                                                                  |                                                                  |                                                                  |                                                                                             |                                                                                             |                                                                                             |                                                                                             |                                                                                             |                                                                                             |  |  |  |  |                                 |                                 |                                 |                                 | | | | | | |  |  |  |  |  |  |  |  |  |  |  |  |  |  |  |  |  |  |

### Lãnh đạo Đế chế cho các nhiệm vụ đặc biệt
Lãnh đạo Đế chế cho các nhiệm vụ đặc biệt không có quyền lực đối với các hiệp hội, tổ chức hoặc bộ phận liên kết với đảng gồm có 12 người, bao gồm:
1. Thủ quỹ của Đảng (chức năng: "Điều hành và kiểm soát tài chính của toàn bộ phong trào" (theo cách diễn đạt đương thời) và phân phát đồng phục, v.v.)
- Franz Xaver Schwarz (từ tháng 2 năm 1925; Lãnh đạo Đế chế và Đại tướng danh dự SS)
- Các phòng ban và bộ phận trực thuộc:

- Vụ Kiểm toán và Ngân sách
- Văn phòng Quản lý Trang thiết bị Đế chế
- Quỹ Hỗ trợ
- Vụ các vấn đề về Hành chính, Pháp lý, Thuế, Bất động sản và Hợp đồng
- Quỹ chính
- Vụ Kế toán
- Vụ nhân sự
- Vụ tuyển dụng
- Vụ Hồ sơ Trung ương
- Thanh tra nhà ở
- Quản lý nhà cửa và đất đai
- Vụ xây dựng
- Vụ Xổ số
- Vụ Lưu trữ trung ương của Đảng

2. Chánh văn phòng Lãnh tụ và Chủ tịch Ủy ban Kiểm tra của Đảng để bảo vệ Văn chương Quốc xã, trước đó là Lãnh đạo Thương mại Đế chế của Đảng Quốc xã
- Philipp Bouhler (từ 2 tháng 6 năm 1933; Lãnh đạo Đế chế, Thượng tướng danh dự SS và Trưởng dự án Aktion T4)
- Các phòng ban và bộ phận trực thuộc:

- Ủy ban Kiểm tra của Đảng để bảo vệ Văn chương Quốc xã

3. Chánh văn phòng Phó Lãnh tụ, sau đó là Chánh văn phòng Đảng
- Martin Bormann (từ 10 tháng 10 năm 1933; Chánh văn phòng Đảng, Chánh văn phòng của Rudolf Hess, Trung tướng danh dự SS và Thư ký Lãnh tụ)

4. Chủ tịch Tài phán Tối cao của Đảng
- Walter Buch (Lãnh đạo Đế chế, Thượng tướng danh dự SS)
- Các phòng ban và bộ phận trực thuộc:

- Vụ 1 của Tài phán Tối cao của Đảng

5. Phó Chủ tịch Tài phán tối cao của Đảng/Vụ trưởng Vụ 2 của Tài phán tối cao của Đảng
- Wilhelm Grimm (Lãnh đạo Đế chế, Lãnh đạo Khu vực, Trung tướng danh dự SS, Trung tướng Cảnh sát, Đại biểu Nghị viện)
- Các phòng ban và bộ phận trực thuộc:

- Vụ 2 của Tài phán tối cao của Đảng

6. Trưởng ban Tuyên truyền Đế chế
- Gregor Strasser (từ năm 1926 đến 9 tháng 1 năm 1929; Lãnh đạo Đế chế, Lãnh đạo Khu vực và Người sáng lập Tổ chức nước ngoài Đảng Quốc xã)
- Joseph Goebbels (từ năm 1929; Lãnh đạo Đế chế và Người sáng lập Viện Văn hóa Đế chế)
- Các phòng ban và bộ phận trực thuộc:

- Vụ Tuyên truyền Tích cực
- Vụ Phát thanh
- Vụ Điện ảnh
- Vụ Văn hóa
- Văn phòng liên lạc

7. Trưởng ban Báo chí Đảng Đế chế
- Max Amann (từ năm 1922; Lãnh đạo Đế chế, Chủ tịch Viện Báo chí Đế chế, Giám đốc Nhà xuất bản Franz-Eher và Thượng tướng danh dự SS)
- Phòng ban trực thuộc:

- Vụ Hành chính

8. Trưởng ban Báo chí Đế chế
- Otto Dietrich (Lãnh đạo Đế chế, Phó Chủ tịch Viện Báo chí Đế chế, Thứ trưởng Bộ Tuyên truyền và Giác ngộ Nhân dân Quốc gia và Thượng tướng danh dự SS)
- Các phòng ban và bộ phận trực thuộc:

- Vụ Báo chí Đế chế của Đảng
- Cục Báo chí Đế chế của NSDAP
- Vụ Chính trị Báo chí

9. Trưởng ban Chính trị Quân đội, sau đó là Trưởng ban Chính sách Thuộc địa của NSDAP
- Franz von Epp (từ 31 tháng 8 năm 1933; Lãnh đạo Đế chế, Thống đốc Đế chế tại Bayern và Trung tướng Bộ binh)
- Các phòng ban và bộ phận trực thuộc:

- Vụ Chính sách Thuộc địa của Đảng
- Văn phòng München của Phòng Chính sách Thuộc địa của NSDAP
- Văn phòng liên lạc Berlin của Phòng Chính sách Thuộc địa của NSDAP

10. Trưởng ban Chính sách Nông nghiệp, sau đó là Trưởng ban Nông nghiệp Đế chế
- Richard Walther Darré (từ năm 1933 đến 1943 (có thể là tháng 5 năm 1942); Lãnh đạo Đế chế, Đại biểu Nghị viện, Thượng tướng danh dự SS và Tổng cục trưởng Tổng cục Chủng tộc và Định cư)
- Herbert Backe (từ năm 1943; Lãnh đạo Đế chế và Bộ trưởng Bộ Nông nghiệp Đế chế)
- Các phòng ban trực thuộc:

- Vụ Tổ chức Chính sách Nông nghiệp
- Vụ Kinh tế Nông nghiệp
- Vụ Báo chí
- Vụ Đào tạo và Văn hóa Nông dân
- Vụ Lâm nghiệp
- Vụ Quảng cáo
- Vụ Định cư

11. Lãnh đạo Khối nghị sĩ Đế chế
- Wilhelm Frick (từ 10 tháng 10 năm 1933; Lãnh đạo Đế chế, Bộ trưởng Nội vụ Đế chế và Đại biểu Nghị viện)

12. Thư ký Đảng, sau đó là Trưởng ban Ban Chính sách Đô thị
- Karl Fiehler (Lãnh đạo Đế chế, Trung tướng danh dự SS và Thị trưởng München)

### Lãnh đạo Đế chế với quyền hạn đối với các liên đoàn và tổ chức
Ba Lãnh đạo Đế chế có quyền hạn đối với các liên đoàn và tổ chức liên kết với đảng:
1. Trưởng ban Ngoại vụ Đảng Quốc xã và Đại diện Lãnh tụ phụ trách Giám sát toàn bộ việc giáo dục tinh thần và triết học Đảng Quốc xã (DBFÜ), còn gọi là "Amt Rosenberg" (theo tên người đứng đầu Alfred Rosenberg):
- Alfred Rosenberg (Lãnh đạo Đế chế, Tổng biên tập và Nhà xuất bản Völkischer Beobachter đến năm 1937, Bộ trưởng Bộ Các Vùng lãnh thổ bị chiếm đóng ở phía Đông)
- Các bộ phận và cơ quan trực thuộc:

- Ban Ngoại vụ Đảng Quốc xã (APA)

- Các vụ khu vực
- Vụ trao đổi học thuật
- Vụ Thương mại nước ngoài
- Vụ Báo chí

- Văn phòng Đại diện Lãnh tụ phụ trách Giám sát toàn bộ việc giáo dục tinh thần và triết học Đảng Quốc xã (Lãnh đạo tổ chức Liên đoàn Chiến đấu vì Văn hóa Đức)

- Vụ Đào tạo
- Vụ Giáo dục
- Vụ Lưu trữ lý tưởng
- Vụ Báo chí
- Vụ Bảo tồn văn bản
- Vụ Khoa học
- Văn phòng nghệ thuật (Lãnh đạo: Walter Stang)

- Văn phòng nghệ thuật thị giác (Lãnh đạo: Robert Scholz)

- Lực lượng đặc nhiệm Lãnh đạo Đế chế Rosenberg (ERR – tổ chức quan trọng thực hiện việc cướp bóc nghệ thuật tại các quốc gia bị chiếm đóng)

2. Chủ tịch Ủy ban Pháp chế Đế chế:
- Hans Frank (Lãnh đạo Đế chế, Bộ trưởng Tư pháp của Bayern, Chủ tịch Viện Hàn lâm Luật Đức, Bộ trưởng không bộ và Toàn quyền Phủ Toàn quyền)
- Các bộ phận trực thuộc (Reichsrechtsamt: Lãnh đạo Hiệp hội Luật sư Quốc xã):

- Vụ Quản lý pháp luật
- Vụ Chính sách pháp luật
- Vụ Bảo vệ pháp lý nhân dân Đức
- Vụ Luật sư Quốc xã
- Vụ Đào tạo
- Vụ Văn bản pháp luật
- Vụ Báo chí
- Vụ Chăm sóc xã hội Quốc xã

3. Trưởng ban Tổ chức Chính trị của Đảng, sau đó là Reichsorganisationsleiter (Trưởng ban Tổ chức Đế chế):
- Gregor Strasser (từ 1928 đến 8 tháng 12 năm 1932; Lãnh đạo Đế chế, Lãnh đạo Khu vực và Người sáng lập Tổ chức nước ngoài Đảng Quốc xã)
- Robert Ley (từ 8 tháng 12 năm 1932; Lãnh đạo Đế chế, Lãnh đạo Mặt trận Lao động Đức, Đại biểu Nghị viện)
- Các cơ quan trực thuộc:

- Vụ Tham mưu
- Vụ Nhân sự
- Vụ Tổ chức

- Phòng Giáo dục
- Phòng Thống kê
- Phòng Kiểm tra các Dự án Mua sắm

- Vụ Đào tạo Đế chế
- Vụ Xây dựng Giai cấp
- Vụ Chính sách Địa phương (Lãnh đạo tổ chức Hội đồng Địa phương Đức)
- Vụ Công chức (Lãnh đạo Hiệp hội Liên bang Công chức Đức)
- Vụ Giáo viên (Hiệp hội Liên minh Giáo viên Quốc xã, từ tháng 7 năm 1935 một phần được gọi là Liên minh Giảng viên Quốc xã; Trưởng Ban Giảng viên Đế chế cho đến tháng 6 năm 1944 là Walter Schultze, sau đó là Gustav Adolf Scheel)
- Vụ Nạn nhân Chiến tranh (Lãnh đạo Hiệp hội Chăm sóc Nạn nhân Chiến tranh Quốc xã (NSKOV))
- Vụ Sức khỏe Dân chúng (Lãnh đạo Hiệp hội Bác sĩ Quốc xã; tồn tại đến ngày 13 tháng 10 năm 1942)
- Vụ Kỹ thuật (Lãnh đạo Hiệp hội Kỹ thuật Quốc xã Đức, từ ngày 1 tháng 1 năm 1936 gọi là Liên minh Kỹ thuật Quốc xã Đức)
- Vụ Phúc lợi Dân chúng (Lãnh đạo Hiệp hội Phúc lợi Quốc xã (NSV))

- Tổ chức Hỗ trợ Mẹ và Trẻ em
- Liên đoàn Y tá Quốc xã Đức (tồn tại đến năm 1942 là Hiệp hội Y tá Quốc xã và Liên đoàn Y tá Đức)
- Quỹ Tài trợ Chỗ học miễn phí của Hitler
- Nhà trẻ
- Trợ giúp Gia đình
- Trạm chăm sóc cộng đồng
- Trợ giúp thanh thiếu niên
- Tổ chức Hỗ trợ Bệnh lao
- Trạm nha khoa di động
- Dịch vụ ga tàu
- Tổ chức Hỗ trợ Nghệ thuật tạo hình Đứ
- Tổ chức Hỗ trợ Dinh dưỡng
- Tổ chức Hỗ trợ Mùa đông

- Vụ Tổ chức Công nhân Quốc xã và Công đoàn Quốc xã (Lãnh đạo Hiệp hội Mặt trận Lao động Đức (DAF))
- Vụ Tổ chức Phụ nữ Quốc xã (Lãnh đạo Tổ chức Công tác Phụ nữ Đức và Phân ban Tổ chức Phụ nữ Quốc xã)

- Văn phòng Bà mẹ Đế chế (Văn phòng chung Tổ chức Phụ nữ Quốc xã và Công tác Phụ nữ Đức)

### Lãnh đạo Đế chế có quyền lực đối với SS, SA và thanh niên
Ba Lãnh đạo Đế chế có quyền lực đối với ba bộ phận khác của đảng:
1. Thống chế SS (trực tiếp dưới quyền của Lãnh tụ)
- Heinrich Himmler (từ 6 tháng 1 năm 1929 đến 29 tháng 4 năm 1945; Lãnh đạo Đế chế, Tư lệnh cảnh sát, SD và Gestapo)
- Các tổ chức trực thuộc:

- Schutzstaffel (SS), xem: Cơ cấu tổ chức Schutzstaffel

2. Tham mưu trưởng SA (báo cáo trực tiếp với Lãnh tụ)
- Ernst Röhm (từ 1922 đến 30 tháng 6 năm 1934; Lãnh đạo Đế chế)
- Viktor Lutze (từ 30 tháng 6 năm 1934 đến 2 tháng 5 năm 1943; Lãnh đạo Đế chế)
- Wilhelm Schepmann (từ 18 tháng 8 năm 1943; được chỉ định là Lãnh đạo Đế chế)
- Các tổ chức trực thuộc:

- Sturmabteilung (SA)

3. Lãnh đạo Thanh niên Đế chế
- Baldur von Schirach (từ 1932 đến 7 tháng 8 năm 1940; Lãnh đạo Đế chế)
- Artur Axmann (từ ngày 7 tháng 8 năm 1940; Lãnh đạo Đế chế)
- Cấu trúc cấp dưới:

- Đoàn Thanh niên Hitler, bao gồm: Đoàn Thanh niên Hitler, Đội Thiếu niên Đức, Liên đoàn Thiếu nữ Đức, Hội Đức Tin và Sắc Đẹp

### Phát triển và Phân loại các Hiệp hội, Tổ chức và Phân ban
Sự phát triển và phân loại các hiệp hội, tổ chức và phân ban khác nhau trong NSDAP và dưới ảnh hưởng của đảng rất phức tạp và rộng rãi. Cấu trúc này phản ánh yêu cầu kiểm soát toàn diện của đảng trong hầu hết các lĩnh vực của đời sống xã hội và nhà nước.
Hiệp hội và Tổ chức
1. "Reichsbund der Kinderreichen" (Liên đoàn Gia đình đông con): Được quản lý bởi Văn phòng Chính sách Chủng tộc, hiệp hội này là một tổ chức nhằm thúc đẩy các gia đình đông con theo ý thức hệ chủng tộc của chủ nghĩa quốc xã.
2. NSD-Studentenbund (NSDStB, Liên đoàn Sinh viên Quốc xã): Dưới sự lãnh đạo của một Lãnh đạo Cơ quan Đế chế và dưới quyền Phó Lãnh tụ, NSDStB chịu trách nhiệm chăm sóc và định hướng ý thức hệ cho sinh viên. Từ tháng 11 năm 1936, Gustav Adolf Scheel là Trưởng Ban Sinh viên Đế chế và lãnh đạo cả NSDStB và Liên đoàn Sinh viên Đức.
3. NS-Kraftfahrkorps (NSKK, Đội Xe cơ giới Quốc xã): Dưới sự chỉ huy của Trưởng đoàn trực tiếp dưới quyền Lãnh tụ. Nó đóng vai trò quan trọng trong việc đào tạo và huy động các thành viên đảng và các công dân khác trong việc sử dụng xe cơ giới.
4. NS-Dozentenbund (NSDDB, Liên đoàn Giảng viên Quốc xã): Từ tháng 7 năm 1935, liên đoàn này được thành lập cho giảng viên đại học và thay thế NS-Lehrerbund (Hiệp hội Giảng viên Quốc xã) trong lĩnh vực này. Từ tháng 7 năm 1944, NSDDB trở thành một tổ chức.
5. Reichsluftschutzbund (Liên đoàn Phòng không Đế chế): Liên đoàn này được sáp nhập vào đảng năm 1944 và trở thành một trong những hiệp hội chính thức.
Chín Hiệp hội
Các hiệp hội này có tư cách pháp nhân và tài sản riêng. Bao gồm:
1. Liên đoàn Luật gia Quốc xã (NS-Juristenbund)
2. Liên đoàn Công chức Đế chế Đức (Reichsbund der Deutschen Beamten)
3. Liên đoàn Giáo viên Quốc xã (NS-Lehrerbund) (đến năm 1943)
4. Tổ chức Hỗ trợ Thương binh Quốc xã (NS-Kriegsopferversorgung)
5. Liên đoàn Bác sĩ Quốc xã (NSD-Ärztebund) (đến ngày 13 tháng 10 năm 1942)
6. Liên đoàn Kỹ thuật Quốc xã (NS-Bund Deutscher Technik)
7. Tổ chức Phúc lợi Nhân dân Quốc xã (NS-Volkswohlfahrt)
8. Mặt trận Lao động Đức (Deutsche Arbeitsfront)
9. Liên đoàn Phòng không Đế chế (Reichsluftschutzbund) (từ năm 1944)
Bảy Phân ban
Các phân ban này không có tư cách pháp nhân và trực thuộc tổ chức đảng:
1. Liên đoàn Phụ nữ Quốc xã (NS-Frauenschaft)
2. Liên đoàn Sinh viên Quốc xã (NSD-Studentenbund)
3. Lực lượng Bão táp (SA)
4. Đội Cận vệ quốc xã (SS)
5. Đội quân Cơ giới Quốc xã (NSKK)
6. Đoàn Thanh niên Hitler (HJ)
7. Liên đoàn Giảng viên Quốc xã (NSD-Dozentenbund) (từ năm 1935)
Bốn Tổ chức
Các tổ chức này cũng không có tư cách pháp nhân:
1. Cộng đồng Văn hóa Quốc xã (NS-Kulturgemeinde)
2. Liên đoàn các Gia đình đông con của Đế chế (Reichsbund der Kinderreichen)
3. Đại hội Hội đồng Địa phương Đức (Deutscher Gemeindetag)
4. Tổ chức Phụ nữ Đức (Deutsches Frauenwerk)
Các tổ chức khác dưới ảnh hưởng của chủ nghĩa quốc xã
Nhiều tổ chức tồn tại trước khi NSDAP được thành lập và không do NSDAP thành lập thường được đổi tên và sử dụng cho mục đích của NSDAP. Chúng thường thuộc một văn phòng trong bộ máy quản lý của một Lãnh đạo Đế chế hoặc trực tiếp dưới quyền một hiệp hội. Một số tổ chức này bao gồm:
1. Phong trào "Deutsche Christen"
2. Phong trào Đức Tin (Deutsche Glaubensbewegung)
3. Hội Săn bắn Đức (từ 1935)
4. Hội Chữ thập đỏ Đức (Deutsches Rotes Kreuz)
5. Liên đoàn Cựu sinh viên Quốc xã (NS-Altherrenbund) (từ 1938, trước đó là Tổ chức Hỗ trợ Sinh viên Quốc xã)
6. Liên đoàn Luật gia Quốc xã – NSRB (đến 1936 là Liên đoàn Luật gia Quốc xã Đức – BNSDJ)
7. Liên đoàn Thể dục Quốc xã (NS-Reichsbund für Leibesübungen)
8. Liên đoàn Cựu chiến binh Quốc xã (NS-Reichskriegerbund) (đến 1943, đến 1938 là Kyffhäuserbund)
9. Vòng Hỗ trợ của NSDAP (Opferring der NSDAP)
10. Văn phòng Chính trị Chủng tộc (Rassenpolitisches Amt)
11. Tổ chức Lao động Đế chế (RAD)
12. Liên đoàn Gia đình Đức (Reichsbund Deutsche Familie) (cũng được gọi là Liên đoàn Chiến đấu cho sự Phồn thịnh của con cái)
13. Liên đoàn Giảng viên Đế chế (Reichsdozentenschaft)
14. Liên đoàn Thuộc địa Đế chế (Reichskolonialbund)
15. Hỗ trợ Kỹ thuật Khẩn cấp (Technische Nothilfe)
16. Liên đoàn Dân tộc Đức ở Nước ngoài (Volksbund für das Deutschtum im Ausland)
Khung pháp lý cho cấu trúc và tổ chức của NSDAP được quy định trong Quy định về Thực hiện Luật Đảm bảo Sự thống nhất của Đảng và Nhà nước ngày 29 tháng 3 năm 1935 cùng các quy định chi tiết xuất hiện trong năm đó. Việc giải thể và cấm các tổ chức này sau chiến tranh được ghi nhận trong Luật Hội đồng Kiểm soát số 2.

## Gauleiter
Đảng Quốc xã đã phân chia nước Đức từ năm 1925 thành 33 khu vực, sau này là 43 khu vực (năm 1941), gọi là "Gaue" dựa trên thuật ngữ từ hệ thống lãnh thổ thời trung cổ của Charlemagne. Các Gaue này tương ứng với các khu vực bầu cử Quốc hội Đức lúc đó và sau năm 1933 tồn tại song song với các bang, vốn bị hạn chế quyền lực đáng kể bởi các luật đồng nhất hóa, đặc biệt là "Đạo luật đồng nhất hóa các bang với Đế chế" ngày 7 tháng 4 năm 1933.
Mỗi Gau có một Gauleiter (Lãnh đạo Khu vực) đứng đầu. Trong cơ cấu tổ chức của Đảng Quốc xã, Gauleiter là người chịu trách nhiệm khu vực của đảng và chịu trách nhiệm chính trị cho lãnh thổ của mình. Lãnh đạo Khu vực có toàn quyền kỷ luật và giám sát tất cả các tổ chức và hiệp hội của đảng trong khu vực của mình. Quyền lực toàn diện này thường dẫn đến các tranh chấp quyền hạn với các Thống đốc Đế chế, những người muốn tập trung toàn bộ quyền lãnh đạo các tổ chức hoặc hiệp hội đảng vào tay mình.
Một số Lãnh đạo Khu vực có quyền lực lớn trong khu vực của họ. Việc phân bổ quyền lực này dựa trên việc chuyển giao quyền lãnh đạo tổ chức và hiệp hội khu vực cho bộ máy hành chính của Gauamt, người chịu sự quản lý của Lãnh đạo Khu vực. Thông qua bộ máy hành chính này, Lãnh đạo Đế chế Đảng Quốc xã có thể thực hiện các lợi ích chuyên môn và hạn chế quyền lực của Lãnh đạo Khu vực.
Gaue được chia thành Reichsgaue (Khu vực Đế chế) và NS-Gaue (Khu vực Quốc xã). Khu vực Đế chế được thành lập sau năm 1938, với mục đích tập trung vào quản lý hành chính và thực hiện chính sách nhà nước, trong khi Khu vực Quốc xã tập trung vào tổ chức và quản lý hoạt động của Đảng Quốc xã. Đến năm 1945, có tổng cộng mười hai Khu vực Đế chế. Không phải mọi Khu vực Quốc xã đều là một Khu vực Đế chế, và kích thước của các Khu vực Đế chế không phải lúc nào cũng trùng với các Khu vực, mặc dù tên gọi giống nhau.
Hầu hết các Lãnh đạo Khu vực là thành viên của SA hoặc SS. Phần lớn đã có mặt trong Đảng Quốc xã trước năm 1933 và được cá nhân Hitler biết đến. Đến năm 1933, 22 trong số 30 Lãnh đạo Khu vực cũng giữ các chức vụ cao trong nhà nước, như Thống đốc Đế chế, Chủ tịch Tỉnh (Oberpräsidenten) hoặc Bộ trưởng.
Với sự bùng nổ của Chiến tranh thế giới thứ hai vào ngày 1 tháng 9 năm 1939, hầu hết các Lãnh đạo Khu vực được bổ nhiệm làm Ủy viên Quốc phòng Đế chế và từ tháng 10 năm 1944, họ cũng chịu trách nhiệm cho việc thành lập Dân quân (Volkssturm).

### Gauwinkel
Gauwinkel (Đảng huy khu vực) là một loại huy hiệu đặc biệt được sử dụng trong thời kỳ Đức Quốc xã để chỉ định và xác định các thành viên của đảng theo khu vực địa lý mà họ thuộc về. Đây là một phần quan trọng của hệ thống phân loại và nhận diện nội bộ của Đảng Quốc xã.
Đảng huy khu vực thường có hình tam giác và được đính trên tay áo của đồng phục Đảng Quốc xã. Mỗi Đảng huy khu vực có màu sắc và ký hiệu riêng biệt để đại diện cho từng Khu vực trong hệ thống tổ chức của Đảng. Mỗi Khu vực có một Đảng huy khu vực với màu sắc và ký hiệu riêng biệt, giúp dễ dàng nhận diện thành viên thuộc các khu vực khác nhau.

## Phân chia đảng dưới cấp Khu vực
Các Khu vực Đảng Quốc xã (NSDAP) được chia nhỏ hơn nữa thành các khu vực gọi là Kreise (Quận), mỗi quận này có một Kreisleitung (Ban Lãnh đạo Quận) và Kreisleiter (Lãnh đạo Quận). Dưới các quận là các Ortsgruppen (Địa phương), mỗi địa phương có một Ortsgruppenleitung (Ban Lãnh đạo Địa phương) và Ortsgruppenleiter (Lãnh đạo Địa phương). Các Địa phương này lại được chia thành tám Zellen (Nhóm) với mỗi nhóm có một Zellenleiter (Lãnh đạo Nhóm). Dưới các nhóm, đơn vị nhỏ nhất là các Blocks (khối) với khoảng 40 đến 60 hộ gia đình, mỗi khối có một Blockleiter (Lãnh đạo khối), trong dân gian thường gọi là Blockwart.
Nếu xem xét rằng tổ chức phúc lợi của Đảng Quốc xã (NS-Volkswohlfahrt) cũng được tổ chức tương tự theo cấu trúc của Đảng, ta có thể thấy sự tổ chức rộng lớn của Đảng: 40 Khu vực, 813 Quận, 26.138 Địa phương, 97.161 Nhóm, 511.689 Khối (giữa năm 1939). Năm 1935, chỉ riêng Khu vực Kurmark (sau này là Mark-Brandenburg) đã bao gồm: 46 Quận, 903 Địa phương, 2467 Nhóm, 10.873 Khối, Khu vực Kurmark thời điểm đó là Gau lớn nhất về diện tích.

### Kreisleiter
Kreisleiter (Lãnh đạo Quận) là người đứng đầu một quận của Đảng Quốc xã (NSDAP). Theo quy định của Lãnh đạo Đế chế phụ trách tổ chức chính trị Đảng Quốc xã từ tháng 6 năm 1932, tất cả các Khu vực trong Đế chế Đức được chia thành các Kreise (quận) của Đảng. Lãnh đạo Quận là "người chịu trách nhiệm" của Đảng trong quận đó. Ban đầu, họ được Lãnh đạo Khu vực bổ nhiệm tạm thời. Sau một thời gian thử việc và tham gia các khóa học tại Landesführerschule (Trường Lãnh đạo vùng), cùng với việc nộp chứng chỉ năng lực và chứng nhận lý lịch, ứng viên sẽ được Hitler xác nhận chính thức. Việc bổ nhiệm chính thức diễn ra trong một buổi lễ trang trọng bằng việc trao giấy chứng nhận.
Nếu không có ý định bổ nhiệm chính thức, người đó sẽ mang danh hiệu "Lãnh đạo Quận" với các cụm từ bổ sung như "được giao phụ trách lãnh đạo" (mit der Führung beauftragt, m.d.F.b.), "được giao nhiệm vụ thực hiện công việc" (mit der Wahrnehmung der Geschäfte beauftragt, m.d.W.d.G.b.) hoặc "cho sử dụng/quyền hạn đặc biệt" (zur besonderen Verfügung/Verwendung, z.b.V.).
Lãnh đạo Quận đứng đầu một Ban Lãnh đạo Quận ("Kreisleitung") với một đội ngũ nhân viên và nhận lệnh từ Lãnh đạo Khu vực, đảm nhận vị trí thứ tư trong hệ thống quản lý Đảng Quốc xã, sau Lãnh đạo Khu vực, Phó Lãnh tụ và Lãnh tụ. Chức vụ Lãnh đạo Quận tương đương với một Stellvertretenden Gauleiter (Phó Lãnh đạo Khu vực), Gauhauptamtsleiter (Trưởng ban Khu vực), Reichsamtsleiter (Vụ trưởng Đế chế). Từ năm 1939, Kreisleiter có thể được trao các cấp bậc từ Hauptabschnittsleiter (trưởng phần chính) đến Dienstleiter (trưởng dịch vụ). Trong thời chiến, do quy trình bổ nhiệm kéo dài không thể thực hiện, nên nhiều Lãnh đạo Quận lâm thời được bổ nhiệm. Năm 1943, chức vụ Kriegskreisleiter (Lãnh đạo Quận thời chiến) được thành lập, với đầy đủ quyền hạn như Kreisleiter (Lãnh đạo Quận) chính thức.
Lãnh đạo Quận phải tổ chức các biện pháp cứu trợ trong các cuộc không kích, cung cấp thức ăn và nơi ở tạm thời cho nạn nhân, và xử lý các tài sản bị bom phá hủy. Trong chiến tranh, Lãnh đạo Quận trở thành trung tâm điều phối các biện pháp đối phó với các cuộc không kích và các lễ tưởng niệm người hy sinh của Đảng Quốc xã. Họ cũng đảm bảo dân chúng tiếp tục ủng hộ Đảng và các hoạt động của nó.

### Ortsgruppenleiter
Ortsgruppenleiter (Lãnh đạo Địa phương) là người đứng đầu một nhóm địa phương của Đảng Quốc xã và thuộc "Korps der Politischen Leiter" (quân đoàn lãnh đạo chính trị). Lãnh đạo Địa phương đứng trên Zellenleiter (Lãnh đạo Nhóm) và Blockwart (Lãnh đạo Khố), và dưới Kreisleiter (Lãnh đạo Quận).
Lãnh đạo Địa phương không chỉ quản lý các thành viên của Đảng Quốc xã trong nhóm của họ (từ 50 đến 500 thành viên) mà còn chịu trách nhiệm tất cả các hộ gia đình trong khu vực (từ 150 đến 1500 hộ). Họ được đề cử bởi Lãnh đạo Quận và được bổ nhiệm chính thức bởi Lãnh đạo Khu vực. Lãnh đạo Địa phương thường cư trú tại "Ortsgruppendienststelle" (Ban Lãnh đạo Địa phương), nơi cũng là nơi làm việc của đại diện các tổ chức khác của Đảng Quốc xã như Tổ chức Lao động Đức (DAF), Tổ chức Phụ nữ Quốc xã (NS-Frauenschaft) và Tổ chức Phúc lợi Nhân dân Quốc xã (NSV).
Lãnh đạo Địa phương có trách nhiệm kiểm tra và báo cáo tình hình chính trị tất cả cư dân trong khu vực, không chỉ các thành viên Đảng Quốc xã.

### Zellenleiter
Zellenleiter (Lãnh đạo Nhóm) đứng thứ sáu trong hệ thống cấp bậc của Đảng Quốc xã, quản lý khoảng bốn đến tám Khối, mỗi Khối do một Lãnh đạo Khối đứng đầu. Họ phải tham gia các cuộc họp hàng tháng và báo cáo tình hình cho Lãnh đạo Địa phương.

### Blockleiter
Blockleiter (Lãnh đạo Khối) là cấp bậc thấp nhất trong hệ thống chức năng của Đảng Quốc xã, chịu trách nhiệm quản lý khoảng 40 đến 60 hộ gia đình.

## Cấp bậc, ve áo, cờ xe cơ giới và phù hiệu Đảng Quốc xã
Đồng phục chính thức của đảng, các bộ phận đồng phục như ve áo, cờ và huy hiệu được phân phát bởi Thủ quỹ Đế chế Schwarz và được bảo vệ khỏi sự lạm dụng theo Luật Phản bội. Các bộ phận đồng phục cụ thể có thể được tham khảo trong thông báo công khai ngày 16 tháng 1 năm 1935.
Ngoài ra, còn có các giải thưởng như Huy chương Danh dự Vàng của NSDAP (thành lập năm 1933), được gọi không chính thức là Huy chương Đảng Vàng của NSDAP, cũng như Huy chương Đảng của NSDAP dành cho người nước ngoài. Rất hiếm gặp là Huân chương Đức hạng 1–3 (thành lập năm 1942) là phần thưởng cao nhất của đảng. Hiếm có Huy chương Danh dự ngày 9 tháng 11 năm 1923 (thành lập năm 1934), được gọi là Huy chương Máu. Cuối cùng, có Giải thưởng Dịch vụ của NSDAP cho nhân viên chính thức từ hạng 3 đến hạng 1 (thành lập năm 1939).

### Cấp bậc
Các huy hiệu sau đây được sử dụng trên đồng phục của Đảng (từ năm 1938)

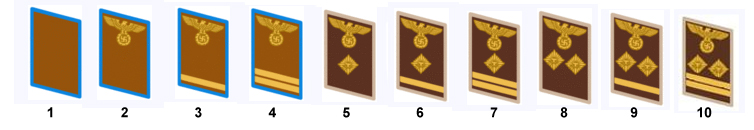
1: Anwärter (Không phải là Đảng viên), 2: Anwärter, 3: Helfer, 4: Oberhelfer, 5: Arbeitsleiter, 6: Oberarbeitsleiter, 7: Hauptarbeitsleiter, 8: Bereitschaftsleiter, 9: Oberbereitschaftsleiter, 10: Hauptbereitschaftsleiter

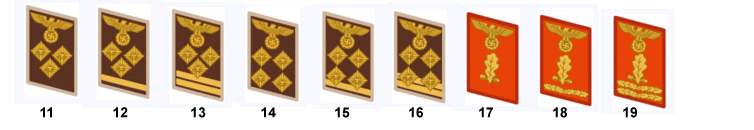
11: Einsatzleiter, 12: Obereinsatzleiter, 13: Haupteinsatzleiter, 14: Gemeinschaftsleiter, 15: Obergemeinschaftsleiter, 16: Hauptgemeinschaftsleiter, 17: Abschnittsleiter, 18: Oberabschnittsleiter, 19: Hauptabschnittsleiter

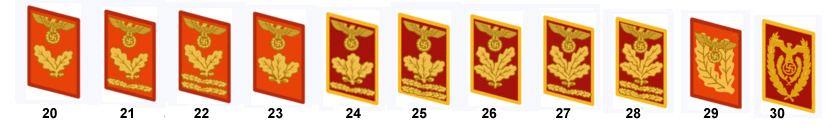
20: Bereichsleiter, 21: Oberbereichsleiter, 22: Hauptbereichsleiter, 23: Dienstleiter, 24: Oberdienstleiter, 25: Hauptdienstleiter, 26: Befehlsleiter, 27: Oberbefehlsleiter, 28: Hauptbefehlsleiter, 29: Gauleiter, 30: Reichsleiter

Ngoài ra, còn có các huy hiệu cấp bậc sau đây (phần lớn được sử dụng từ năm 1937):
- Blockleiter: Huy hiệu hình góc vàng trên nền gương nâu với viền bạc.
- Stellenleiter: Huy hiệu hình góc bạc trên nền gương nâu với viền bạc.
- Zellenleiter: Hai huy hiệu hình góc vàng (các chi tiết còn lại giống nhau).
- Hauptstellenleiter: Hai huy hiệu hình góc bạc.
- Amtsleiter: Huy hiệu trông giống như huy hiệu hạ sĩ của Wehrmacht Đức; bằng bạc.
- Stützpunktleiter: Huy hiệu trông giống như huy hiệu binh sĩ của Wehrmacht; bằng vàng.
- Ortsgruppenleiter: Huy hiệu giống như huy hiệu sĩ quan của Wehrmacht; bằng vàng.

### Cờ hiệu cơ giới
Từ năm 1936, các lãnh đạo chính trị Đảng Quốc xã được cấp cờ xe riêng. Cờ này được đặt ở phía bên phải xe, trong khi phía bên trái được trang bị cờ đảng. Năm 1938, những lá cờ này được điều chỉnh với việc thay đổi hình đại bàng Đế chế và các chữ cái trên đó. Viền cờ có các màu sắc khác nhau. Chỉ một năm sau đó, vào năm 1939, cờ lại được thiết kế lại khi mở rộng danh sách những người có quyền sử dụng và giới thiệu cờ đặc biệt cho Phó Lãnh đạo Khu vực cũng như Lãnh đạo Địa phương.

#### 1936–1938
- 1
- 2
- 3
- 4
- 5
- 6

1: Reichsleiter 2: Gauleiter 3: Kreisleiter 4: Hauptdienstleiter, Hauptamtsleiter, Amtsleiter (Reichsleitung) 5: Gauleiter (stv.), Hauptamtsleiter, Amtsleiter (Gauleitung) 6: Hauptamtsleiter, Amtsleiter (Kreisleitung)

#### 1938–1939

1
2
3
4
5
6

1: Reichsleiter 2: Gauleiter 3: Kreisleiter 4: Hauptdienstleiter, Hauptamtsleiter, Amtsleiter (Reichsleitung) 5: Gauleiter (stv.), Hauptamtsleiter, Amtsleiter (Gauleitung) 6: Hauptamtsleiter, Amtsleiter (Kreisleitung)

#### 1939–1945 (1941?)

1
2
3
4
5
6

1
2
3
4
5
6
7
8
9
10
11

1: Reichsleiter 2: Hauptamtsleiter, Oberamtsleiter (Reichsleitung) 3: Amtsleiter (Reichsleitung) 4: Gauleiter 5: Gauleiter (Stellvertreter) 6: Hauptamtsleiter (Gauleitung) 7: Kreisleiter 8: Ortsgruppenleiter 9: Hauptstellenleiter 10: Amtsleiter (Gauleitung) 11: Hauptamtsleiter, Amtsleiter (Kreisleitung)
Trong vai trò Phó lãnh tụ của Hitler và từ năm 1933 đến năm 1941 là người giữ chức vụ cao thứ hai trong NSDAP, Rudolf Heß có một cờ hiệu riêng, tuy nhiên ông chỉ sử dụng nó như cờ xe. Cờ hiệu này tồn tại dưới hai biến thể, trong đó biến thể có hình đại bàng đen của đảng dường như rất hiếm khi được sử dụng.

Cờ hiệu xe của Rudolf Heß
Cờ hiệu xe của Rudolf Heß (phiên bản thay thế)